# Ина Вълчанова
Ина Ангелова Вълчанова е българска писателка, преводачка и радиожурналист.

## Биография
Родена е през 1953 г. в София. Завършва специалност българска филология в Софийския държавен университет. Постъпва на работа в Българско национално радио в Програма „Христо Ботев“ отначало като журналист в редакция „Култура“, а после като драматург в Радиотеатъра. Работи върху литературни текстове на много най-изявени български писатели и драматурзи и преводни текстове, адаптирани за радио. Като редактор драматург печели български и международни награди – за радиоверсията на „Апокриф“ – голямата награда на фестивала „При Марулич“ (Хърватия) и втора награда на най-големия европейски фестивал „При Европа“ (авторски проект на Маргарита Младенова и Иван Добчев) и Голямата награда на фестивала „Осмата муза“ за „Трансферату“ (авторски проект на Младен Алексиев и Станимир Панайотов). Редактор е на единствената пиеса на Йордан Радичков, написана специално за радио („Добродушните смокове“, 1994).
Ина Вълчанова е автор е на радиодраматизации по известни романи: „Малтийският сокол“ от Дашиъл Хамет, „Питър Пан“ от Джеймс Матю Бари, „1984“ от Джордж Оруел, „Москва-Петушки“ от Венедикт Ерофеев, „Джин“ от Ален Роб-Грийе, „Без кръв“ от Алесандро Барико, „Дългото сбогуване“ от Реймънд Чандлър, „451 градуса по Фаренхайт“ от Рей Бредбъри и много други, както и на една кратка оригинална радиопиеса „Петнайсет минути размисъл“. Като автор работи и в областта на радиодокументалистиката. Превежда пиеси от френски и руски.
„Потъването на Созопол“ е нейният първи роман. Ръкописът му е номиниран в конкурса на фондация „Развитие“ (2006) и е издаден от „Сиела“ през февруари 2008 година. Сценарият, който написва по него заедно с режисьора Костадин Бонев, печели субсидия от НФЦ за пълнометражен филм, заснет през 2013 г.. На следващата година журито на кинофестивала „Златна роза“ присъжда на филма награда за най-добър сценарий.
Вторият ѝ роман, „Записки на свинята“, е публикуван през 2013 г. и е номиниран за наградата „Хеликон“.
Ръкописът на следващия ѝ роман, „Остров Крах“, през април 2016 г. печели наградата в литературния конкурс „Развитие“ и няколко месеца по-късно книгата е отпечатана. В началото на 2017 г. тя е номинирана за Европейската литературна награда, която печели. Италиански превод на книгата излиза в 2020 г. и получава положителни отзиви.